# Atención a la diversidad
La atención a la diversidad es un principio educativo dirigido a dar una respuesta adecuada a las características y necesidades de todo el alumnado, incluyendo en particular al alumnado con necesidades educativas especiales, dificultades de aprendizaje o altas capacidades, así como al alumnado de origen extranjero que se incorpora tardíamente al sistema educativo del país de acogida.
En el caso de España, el principio está recogido en el preámbulo de la Ley Orgánica de Ordenación General del Sistema Educativo (LOGSE) de 1990.
Según la legislación de diversas comunidades autónomas españolas el plan de atención a la diversidad debe ser entendido como el conjunto de actuaciones, adaptaciones al currículo, medidas organizativas, apoyos y refuerzos que un centro diseña, selecciona y pone en práctica para proporcionar, tanto al conjunto del alumnado del centro la respuesta más ajustada a sus necesidades educativas generales y particulares, como a las propias dificultades que puede suponer la enseñanza de ciertas áreas o materias, intentando prevenir posibles dificultades de aprendizaje.
En la Comunidad de Madrid, consta de los siguientes elementos prescriptivos:
- Análisis de la realidad actual de centro.
- Objetivos a conseguir.
- Medidas de atención a la diversidad del alumnado.
- Recursos humanos, temporales, materiales y didácticos.
- Procedimiento de seguimiento, evaluación y revisión del mismo.